# Comuna Urdari, Gorj
Urdari este o comună în județul Gorj, Oltenia, România, formată din satele Fântânele, Hotăroasa și Urdari (reședința). Ea se află pe malul Jiului și este un sat răsfirat.

## Demografie
Componența etnică a comunei Urdari
     Români (96,73%)
     Alte etnii (0%)
     Necunoscută (3,27%)
Componența confesională a comunei Urdari
     Ortodocși (96,23%)
     Alte religii (0,18%)
     Necunoscută (3,59%)
Conform recensământului efectuat în 2021, populația comunei Urdari se ridică la 2.756 de locuitori, în scădere față de recensământul anterior din 2011, când fuseseră înregistrați 3.024 de locuitori. Majoritatea locuitorilor sunt români (96,73%), iar pentru 3,27% nu se cunoaște apartenența etnică. Din punct de vedere confesional, majoritatea locuitorilor sunt ortodocși (96,23%), iar pentru 3,59% nu se cunoaște apartenența confesională.

## Politică și administrație
Comuna Urdari este administrată de un primar și un consiliu local compus din 11 consilieri. Primarul, Mihai Calotă[*], de la Partidul Național Liberal, este în funcție din 2008. Începând cu alegerile locale din 2024, consiliul local are următoarea componență pe partide politice:
|  | Partid                          | Consilieri | Componența Consiliului | Componența Consiliului | Componența Consiliului | Componența Consiliului |
|  | ------------------------------- | ---------- | ---------------------- | ---------------------- | ---------------------- | ---------------------- |
|  | Partidul Național Liberal       | 4          |                        |                        |                        |                        |
|  | Partidul Social Democrat        | 3          |                        |                        |                        |                        |
|  | Alianța pentru Unirea Românilor | 2          |                        |                        |                        |                        |
|  | Uniunea Salvați România         | 2          |                        |                        |                        |                        |

## Personalități născute aici
- Aurel Amzucu (n. 1974), fotbalist;
- Albert Voinea (n. 1992), fotbalist.